# De stadsdrukkerij, Haarlem, Holland
De stadsdrukkerij, Haarlem, Holland (Engels: The Village Printing Shop, Haarlem, Holland) is een schilderij van de Amerikaanse kunstschilder Charles Frederic Ulrich, geschilderd in 1884, olieverf op paneel, 54 x 58,3 centimeter groot. Het toont een alledaags tafereel in de drukkerij Joh. Enschedé, met een pauzerende jongen die drinkt uit een mok Het schilderij bevindt zich in de collectie van de Terra Foundation for American Art in Chicago.

## Context
In de zomer van 1884 verbleef Ulrich in Haarlem om er de werken van Frans Hals te bestuderen en te schilderen Hij maakte er drie schilderijen in drukkerij Enschedé en Zonen, op dat moment reeds de oudste Nederlandse drukkerij die doorlopend in gebruik was geweest. Ulrich kende de traditie van Haarlem als drukkersstad, was op de hoogte van de aanspraken die er werden gemaakt op de uitvinding van de boekdrukkunst door Laurens Janszoon Coster en kende de verhalen van vluchtelingen uit Engeland die er in de zeventiende eeuw verboden religieuze traktaten kwamen afdrukken. Het herinnerde Ulrich aan de Amerikaanse idealen van vrijheid van drukpers, vrijheid van meningsuiting en vrijheid van godsdienst, die volgens sommige historici hun oorsprong vonden in Nederland. Het thema inspireerde hem in het bijzonder tot zijn schilderij De stadsdrukkerij, Haarlem, waarin hij onmiskenbaar zijn Amerikaanse inborst verraadt en tegelijk een gevoel van verwantschap uitdrukt met de Nederlandse identiteit.

## Afbeelding

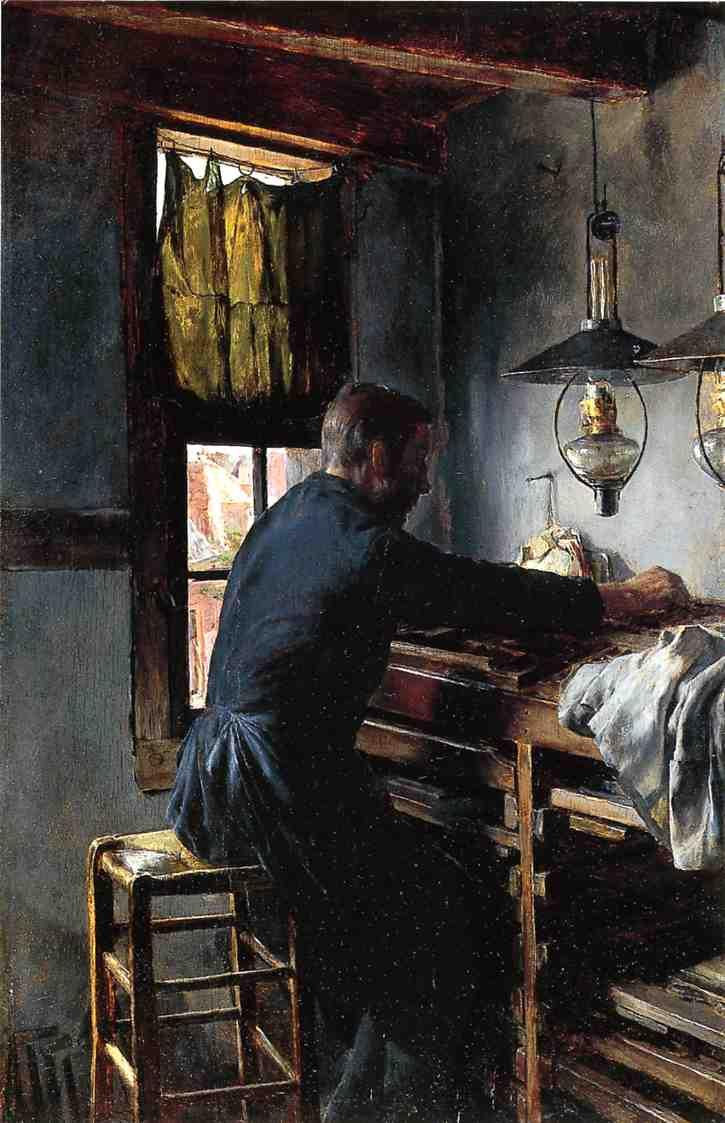
Hollandse letterzetter, 1884, dezelfde drukkerij

De stadsdrukkerij, Haarlem straalt een sfeer uit van huiselijke bedrijvigheid, protestants arbeidsethos en liefde voor technologie, welke Ulrich vanuit zijn Amerikaans-Duitse roots bijzonder aansprak. Op de voorgrond pauzeert een leerjongen en drinkt uit een mok. Hij staat en profil met zijn gezicht afgewend van de ruimte, naast een letterbak, achter een tafel met diverse attributen, weergegeven met veel gevoel voor detail. Achter zijn rug gaat het werk gewoon door en zijn twee mannen bezig te drukken met een handpers. Van linksboven valt het licht door een raam naar binnen in de verder nauwelijks verlichte ruimte. Het geheel wordt door de kunstenaar uitgewerkt in een sober palet van donkere bruintinten, in een naturalistische stijl, zonder opsmuk, met invloeden van het impressionisme.
Ulrich geeft de ruimte een typisch Amerikaanse uitstraling, hoewel drukkerijen in New York toentertijd al vrijwel allemaal begonnen te werken met door stoom aangedreven persen. Waarschijnlijk riep de dorpse charme van de Nederlandse drukkerij een gevoel van nostalgie bij hem op. Volgens kunsthistorica Annette Stott in de catalogus Dutch Utopia komen antimodernisme en progressiviteit in Ulrichs voorstelling samen tot een gevoel van "Dutchness" gezien door Amerikaanse ogen. Toen Ulrich het schilderij eind 1884 meenam naar New York en het daar exposeerde bij de American arts Association schreef een recensent dat het schilderij goed zou kunnen dienen als illustratie voor de roman A Modern Instance van William Dean Howells, waarin de hoofdpersoon zijn dorpsleven en werk in een lokale drukkerij opgeeft om het geluk te beproeven in de grote stad, waar hij onder slechte invloeden komt die hem zijn huwelijk kosten.